# Raimbaut de Vaqueiras
Raimbaut de Vaqueiras (sau Riambaut de Vaqueyras) (a activat între 1180 și 1207) a fost un trubadur provensal și, către sfârșitul vieții, cavaler. Cea mai mare parte a vieții și-a petrecut-o la curțile din Italia până în 1203, când s-a raliat Cruciadei a patra.

## Viața
După cum sugerează numele, Raimbaut era originar din Vacqueyras, comună din apropiere de Orange, Franța. Cea mai mare parte a carierei și-a petrecut-o ca poet de curte și prieten apropiat al marchizului Bonifaciu de Montferrat. I-a servit acestuia în cadrul acțiunilor îndreptate comunelor din Asti și Alessandria. De asemenea, Raimbaut l-a protejat pe Bonifaciu cu propriul lui scut în timpul bătăliei de la Messina, la care cei doi au participat alături de împăratul Henric al VI-lea de Hohenstaufen la invadarea Siciliei.
Raimbaut a fost prezent la cucerirea Constantinopolului din 1204, după care l-a însoțit pe Bonifaciu la Salonic, unde acesta urma să îți preia posesiunile de rege al noului stat cruciat, stabilite prin Partitio terrarum imperii Romaniae. Se consideră în general că Raimbaut a încetat din viață la 4 septembrie 1207, odată cu Bonifaciu, în cadrul ambuscadei puse la cale de către bulgari.

## Opera
Scrierile sale, în special cele grupate în așa-numitele "Scrisori epice", cuprind comentarii asupra politicii din Imperiul Latin de Constantinopol în primii săi ani de existență.
Singura ediție critică a scrierilor lui Raimbaut îi atribuie 33 de cântece, dintre care doar 8 melodii au supraviețuit. El a folosit game diferite de stiluri, incluzând un descort în cinci limbi, canso-uri, tenso-uri etc.; alături de alți trubaduri, precum Perdigon și Ademar de Peiteus, ar fi inventat ceea ce se cheamă torneyamen (torneo, în occitană) sau cel puțin a lăsat cel mai timpuriu exemplu. Unul dintre cântecele sale, intitulat Kalenda Maia, este considerat ca baza pentru estampida (dans medieval) și este reținut ca una dintre cele mai frumoase melodii ale trubadurilor.
Raimbaut mai este cunoscut și prin aceea că ar fi scris un poem plurilingv, intitulat Eras quan vey verdeyar, în care a utilizat fragmente în diferite limbi: franceză, italiană, galiciano-portugheza, dar și gascona ca fiind separată de provensala sa de origine.

## Legpturi externe
- Complete works online